# Lucie Bílá

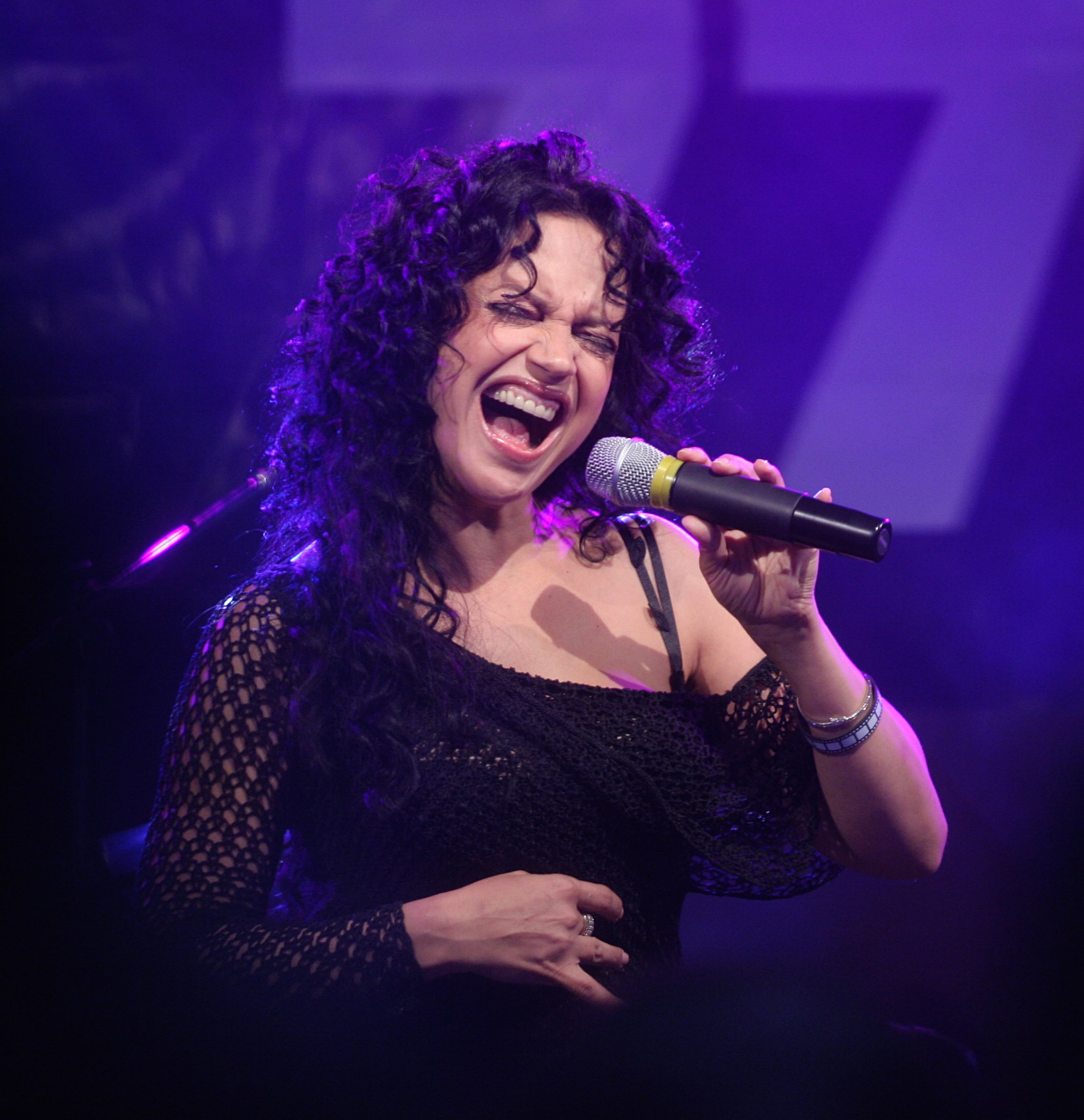
Lucie Bíla (2007)

Lucie Bílá (* 7. April 1966 in Otvovice; eigentlich Hana Zaňáková) ist eine tschechische Sängerin im Genre Popmusik und Schauspielerin. Zu ihren größten Hits gehören die Lieder Láska je láska, Jsi můj pán und eSeMeS.

## Lebenslauf
Hana Zaňáková nahm Gesangsstunden an einer Volkskunstschule (tschechisch lidová škola umění). Sie machte eine Ausbildung als Damenschneiderin. Die ersten Erfahrungen im Musikgeschäft machte sie als Mitglied der Gruppen Rock-Automat und Arakain. In den 1980er Jahren entdeckte sie der Produzent Petr Hannig und erfand für sie das Pseudonym Lucie Bílá. Er schrieb für sie die Hits Neposlušné tenisky und Horší než kluk. Der große Durchbruch gelang ihr erst in den 1990er Jahren, während derer sie in den meistbesuchten tschechischen Musicals mitwirkte, unter anderem in Bídníci (nach Victor Hugos Les Misérables), Dracula, Krysař und Kleopatra. In dieser Zeit veröffentlichte sie mehrere Soloalben und wirkte in mehreren Spielfilmen mit. Seit dieser Zeit hält sie sich an der Spitze des Publikumswettbewerbes Český slavík. Außerdem spielte sie in verschiedenen tschechischen Filmen mit, wie Die Mühlenprinzessin (1994) und der Fortsetzung Die Mühlenprinzessin 2 (2000).
Bílá hat aus der Beziehung mit Petr Kratochvíl einen Sohn und ist nach zweiter Ehe mit dem Musiker Noid Bárta erneut geschieden. Zurzeit ist sie mit Radek Filipi liiert.

## Diskografie

### Alben
- Neposlušné tenisky – 1. Single (1983)
- Lucie Bílá (1986)
- Missariel (1992)
- Lucie Bílá (1994)
- Hvězdy jako hvězdy (1998)
- Úplně nahá (1999)
- Jampadampa (2003)
- Láska je láska (Best of) (2004)

| Jahr | Titel                         | Höchstplatzierung, Gesamtwochen, AuszeichnungChartsChartplatzierungen (Jahr, Titel, Platzierungen, Wochen, Auszeichnungen, Anmerkungen) | Anmerkungen                              |
| Jahr | Titel                         | CZ | Anmerkungen                              |
| ---- | ----------------------------- | --- | ---------------------------------------- |
| 2006 | Koncert                       | CZ15 (8 Wo.)CZ |                                          |
| 2007 | Platinum Collection           | CZ30 (4 Wo.)CZ |                                          |
| 2007 | Woman                         | CZ1 (30 Wo.)CZ |                                          |
| 2008 | Lucerna                       | CZ44 (1 Wo.)CZ |                                          |
| 2009 | Bang! Bang!                   | CZ1 (28 Wo.)CZ |                                          |
| 2010 | Bílé Vánoce                   | CZ1 (27 Wo.)CZ |                                          |
| 2011 | Duety nabílo                  | CZ2 (46 Wo.)CZ |                                          |
| 2011 | Raised in Rain                | CZ9 (7 Wo.)CZ |                                          |
| 2012 | Modi                          | CZ3 (16 Wo.)CZ |                                          |
| 2013 | Aida a jiné klenoty           | CZ4 (9 Wo.)CZ | Erstveröffentlichung: 2. September 2013  |
| 2013 | Bílé Vánoce v Opeře           | CZ23 (3 Wo.)CZ |                                          |
| 2014 | Recitál                       | CZ2 (10 Wo.)CZ | Erstveröffentlichung: 21. Februar 2014   |
| 2014 | Diamond Collection            | CZ8 (28 Wo.)CZ | Erstveröffentlichung: 6. Oktober 2014    |
| 2016 | Hana                          | CZ1 (38 Wo.)CZ | Erstveröffentlichung: 7. April 2016      |
| 2017 | Bílé Vánoce Lucie Bílé 2      | CZ1 (11 Wo.)CZ | Erstveröffentlichung: 27. Oktober 2017   |
| 2017 | Missariel (edice k 25.výročí) | CZ64 (2 Wo.)CZ |                                          |
| 2019 | Ta o mně                      | CZ3 (14 Wo.)CZ | Erstveröffentlichung: 18. Oktober 2019   |
| 2020 | Soukup – Bílá – Osvaldová     | CZ84 (1 Wo.)CZ | Erstveröffentlichung: 11. September 2020 |

### Musical-Einspielungen
- Les Miserables (Bídníci) (1992)
- Zahrada rajských potěšení (1993)
- Dracula (1995)
- Krysař (1996)
- Johanka z Arku (2000)
- Romeo a Julie (2003)
- Excalibur (2003)
- Láska je láska (2005)
- Elixír života (2005)

### Gastauftritte
- Duny (Album von Jiří Korn) – gemeinsamer Titel Byl by hřích
- Citová investice (Album von Petr Hapka und Michal Horáček)
- Koncert hvězd na Žofíně – Album mit Eva Urbanová und Peter Dvorský
- Duety – gemeinsames Album mit Karel Gott
- Kouzelné Vánoce I a II
- Soukromé poselství – Album mit der Pardubitzer Philharmonie
- Znamení (Titel Bosou nohou žárem)
- Mohlo by tu být líp (Album von Petr Hapka und Michal Horáček)
- Archeology (Album von Arakain) – Titel Cornouto und Zimní královna
- Noid (Album Noida, 2007) – gemeinsamer Titel ParaNoid
- Arakain XXV Eden (Livealbum zum 25. Jahrestag von Arakain) – Zimní královna in Begleitung durch philharmonisches Orchester und die Titel Cornouto und Dotyky nur in Begleitung durch die Kapelle ohne Orchester.

## Auszeichnungen
Preise der Akademie populární hudby
- 1993 – Gramy als Sängerin des Jahres 1992, für das Album des Jahres (Missariel), den Videoklip des Jahres und Song des Jahres (Láska je láska)
- 1994 – Gramy – Sängerin des Jahres 1993
- 1995 – Gramy – Sängerin des Jahres 1994
- 1996 – Gramy – Sängerin des Jahres 1995
- 1998 – Anděl – Sängerin des Jahres 1997
- 1999 – Anděl – Sängerin des Jahres 1998
- 2003 – Anděl – Meistverkauftes Album einer tschechischen Sängerin (Jampadampa)

Publikumswettbewerb Český slavík 
- 1996–2004, 2007, 2008, 2009 - 1. Platz in der Kategorie Sängerin
- 2005–2006 - 2. Platz in der Kategorie Sängerin